# Valdomiro Lopes
Valdomiro Lopes da Silva Junior (São José do Rio Preto, 20 de agosto de 1954), mais conhecido como Valdomiro Lopes, é um médico e político brasileiro, filiado ao Partido Socialista Brasileiro (PSB). Nas eleições de 2022, foi eleito deputado estadual por São Paulo.

## Biografia
Valdomiro Lopes nasceu na Vila Maceno, São José do Rio Preto. Na época do seu nascimento seu pai — o farmacêutico Valdomiro Lopes da Silva — era vereador no município pelo segundo mandato. É fruto de um casal bem maduro, seu pai não teve filhos no primeiro casamento e aos 56 anos de idade, viúvo, casou-se com Olga que tinha 40 anos de idade.
Numa época com poucos médicos em Rio Preto, a farmácia de seu pai era muito conhecida no município. Entre os anos de 1948 e 1951 foi eleito por dois mandatos consecutivos como vereador mais votado da cidade. No pleito de 1955 foi eleito vice-prefeito pelo PSD (em tempos que a votação para o cargo era separado), obteve 6.731 votos superando Alberto Andaló (PTN) com 5.371 votos. Após o falecimento de Andaló, em 2 de novembro de 1959, Valdomiro Lopes (pai) assumiu a prefeitura.
Sua mãe Olga Mallouk, era paulista nascida em Casa Branca e sua família de origem libanesa. Foi professora do grupo Cardeal Leme onde lecionou para grandes nomes da política como o ex-ministro Aloysio Nunes Ferreira Filho, o ex-governador de São Paulo Luiz Antonio Fleury Filho, o jornalista Noberto Buzzini (fundador do jornal Diário da Região e ex-vereador de São José do Rio Preto) e o médico Domingo Marcolino Braile (pioneiro da cirurgia cardíaca no interior paulista).
Dona Olga também exercia uma forte liderança política em São José do Rio Preto e se dedicou às ações filantrópicas. Realizava festas para arrecadar verbas para a construção da Igreja de Nossa Senhora de Monte Serrat, na Vila Maceno e da Basílica e apoiava diversas entidades assistenciais como o Lar Nossa Senhora de Fátima.
Valdomiro Lopes também é sobrinho do médico e ex-prefeito Gilberto Lopes da Silva, que administrou o município de São José do Rio Preto entre 26 de novembro de 1932 a 6 de setembro de 1933, ainda na Era Vargas abrangendo o período final da Revolução Constitucionalista.
Na sua infância, estudou no grupo escolar Victor Brito Bastos e realizou o ginásio (equivalente ao período do 5º ao 8º ano do Ensino Fundamental atualmente) no Colégio Estadual Alberto Andaló.
Por volta dos 13 anos de idade criou a banda “The Powers”, que posteriormente passou a se chamar “The Cats” com os amigos Edson Crepaldi, Alceu Cecatto na primeira formação e com a participação de Toninho Cury e Pedro Gotardo na segunda fase do conjunto. Valdomiro Lopes era guitarrista da banda e tocava nos bailes do Clube Granadense. Permaneceu na música até os 18 anos de idade quando ingressou na Faculdade de Medicina de Rio Preto.
Assim como a política, a paixão pela área de saúde é uma tradição de família. Somando os parentes da parte paterna e materna são 17 médicos - além dos farmacêuticos (mesma profissão de seu pai).
Após um ano e meio formado em medicina, escolheu se dedicar à Fisiatria e Reabilitação. Especializou-se no Centro de Reabilitação do SESI, na capital paulista com o Dr. Fernando Bucolini, também realizou cursos no Hospital das Clínicas de São Paulo e na AACD.
Em Rio Preto criou um centro de reabilitação, exerceu a medicina na rede pública e atuou por mais de 20 anos no Ambulatório Regional de Especialidades (ARE).
Valdomiro Lopes também foi professor de citologia do cursinho Esquema (atual Objetivo) e do cursinho Carlos Chagas.
Em 1981 casou-se com a advogada Dra. Eliana Lopes após seis anos de namoro.
Em 1988 se interessou pela vida pública por causa da Constituinte, mesmo contra a vontade do pai (já falecido) que dizia “filho, não seja político, pois é uma vida de muito sacrifício”, da mãe Dona Olga e da esposa Dra. Eliana Lopes, quando decidiu se candidatar. Sua mãe foi uma grande cabo eleitoral. No pleito de 1988, aos 34 anos de idade, Dr. Valdomiro Lopes foi o vereador eleito mais votado de São José do Rio Preto com 2.594 votos, na época pertencia ao PDT. Foi reeleito nos pleitos de 1992 e 1996.
Em 1998 foi eleito suplente ao cargo de deputado estadual pela coligação PPB/PFL. Em 1º de janeiro de 2001 assumiu o cargo na Assembleia Legislativa do Estado de São Paulo por ocasião da assunção dos prefeitos Junji Abe (Mogi das Cruzes) e Agripino de Oliveira Lima Filho (Presidente Prudente) que pertenciam à mesma coligação.
No ano 2000 candidatou-se a prefeito de São José do Rio Preto pela primeira vez, obtendo 17.176 votos. Na época pertencia ao PPB.
Nos anos de 2002 e 2006 foi reeleito deputado estadual pelo PSB e em 2008 concorreu novamente à prefeitura de São José do Rio Preto, quando foi eleito no segundo turno com 109.145 votos. Em 2012 foi reeleito no primeiro turno com 58,56% dos votos válidos.
Em 2018 foi eleito suplente ao cargo de deputado federal e em 2022 eleito deputado estadual pelo PSB com 50.824 votos, chegando ao quarto mandato na Assembleia Legislativa.

## Desempenho em eleições
| Ano  | Eleição                            | Coligação                                                                                   | Partido | Candidato a       | Votos                                           | %                                            | Resultado                                          |
| ---- | ---------------------------------- | ------------------------------------------------------------------------------------------- | ------- | ----------------- | ----------------------------------------------- | -------------------------------------------- | -------------------------------------------------- |
| 1988 | Municipal de São José do Rio Preto | Sem coligação                                                                               | PDT     | Vereador          | 2.594                                           | 2,01                                         | Eleito                                             |
| 1992 | Municipal de São José do Rio Preto | Sem coligação                                                                               | PTB     | Vereador          | 2.874                                           | 1,83                                         | Eleito                                             |
| 1996 | Municipal de São José do Rio Preto | Sem coligação                                                                               | PPB     | Vereador          | 5.909                                           | 3,46                                         | Eleito                                             |
| 1998 | Estadual em São Paulo              | PPB, PFL                                                                                    | PPB     | Deputado estadual | 38.837                                          | 0,25                                         | Suplente (assumiu mandato em 1 de janeiro de 2001) |
| 2000 | Municipal de São José do Rio Preto | PPB, PSC, PSDC                                                                              | PSB     | Prefeito          | 17.176                                          | 9,10                                         | Não eleito                                         |
| 2002 | Estadual em São Paulo              | Sem coligação                                                                               | PSB     | Deputado estadual | 84.918                                          | 0,43                                         | Eleito                                             |
| 2006 | Estadual em São Paulo              | Sem coligação                                                                               | PSB     | Deputado estadual | 132.605                                         | 0,64                                         | Eleito                                             |
| 2008 | Municipal de São José do Rio Preto | PRB, PP, PDT, PTB, PTN, DEM, PSDC, PRTB, PSB, PSDB, PC do B                                 | PSB     | Prefeito          | 85.752 (Primeiro turno) 109.145 (Segundo turno) | 40,02 (Primeiro turno) 51,21 (Segundo turno) | Eleito                                             |
| 2012 | Municipal de São José do Rio Preto | PP, PTB, PSL, PTN, PSC, PR, PPS, DEM, PRTB, PHS, PMN, PSB, PSDB, PPL, PSD, PC do B, PT do B | PSB     | Prefeito          | 133.074 (Primeiro turno)                        | 58,56 (Primeiro turno)                       | Eleito                                             |
| 2018 | Estadual em São Paulo              | PSB, PSC, PPS, PTB                                                                          | PSB     | Deputado federal  | 60.155                                          | 0,28                                         | Suplente                                           |
| 2022 | Estadual em São Paulo              | Sem coligação                                                                               | PSB     | Deputado estadual | 50.824                                          | 0,22                                         | Eleito                                             |